# Башбек (Ленинский район)
Башбе́к (укр. Башбек, крымскотат. Başbek, Башбек) — исчезнувшее село в Ленинском районе Республики Крым, располагавшееся на юго-западе района и Керченского полуострова, в верховьях маловодной балки Али-Бай (на современных картах — балка Караченская, примерно в 4,5 км к юго-западу от современного села Кирово.

## История
Первое документальное упоминание села встречается в Камеральном Описании Крыма… 1784 года, судя по которому, в последний период Крымского ханства Башибек входил в Арабатский кадылык Кефинского каймаканства.
После присоединения Крыма к России (8) 19 апреля 1783 года, (8) 19 февраля 1784 года, именным указом Екатерины II сенату, на территории бывшего Крымского Ханства была образована Таврическая область и деревня была приписана к Левкопольскому, а после ликвидации в 1787 году Левкопольского — к Феодосийскому уезду Таврической области. После Павловских реформ, с 1796 по 1802 год, входила в Акмечетский уезд Новороссийской губернии. По новому административному делению, после создания 8 (20) октября 1802 года Таврической губернии, Башбек был включён в состав Парпачской волости Феодосийского уезда.
По Ведомости о числе селений, названиях оных, в них дворов… состоящих в Феодосийском уезде от 14 октября 1805 года, в деревне Бош-бек числилось 9 дворов и 44 жителя. На военно-топографической карте генерал-майора Мухина 1817 года деревня Башмек обозначена с 9 дворами. После реформы волостного деления 1829 года Башбек, согласно «Ведомости о казённых волостях Таврической губернии 1829 года», отнесли к Агерманской волости (переименованной из Парпачской). На карте 1836 года в деревне 9 дворов. Затем, видимо, вследствие эмиграции крымских татар в Турцию, деревня опустела и на карте 1842 года Башбек обозначен условным знаком «малая деревня», то есть, менее 5 дворов.
В 1860-х годах, после земской реформы Александра II, деревню приписали к Арма-Элинской волости. Согласно «Списку населённых мест Таврической губернии по сведениям 1864 года», составленному по результатам VIII ревизии 1864 года, Башбек — владельческая татарская деревня с 7 дворами и 42 жителями при колодцах. По обследованиям профессора А. Н. Козловского начала 1860-х годов, в селении «все без исключения колодцы с весьма солёною водою, годною лишь для животных. Людьми же в пищу не употребляется». На трёхверстовой карте Шуберта 1865—1876 года в деревне Башбек обозначено 8 дворов. По «Памятной книге Таврической губернии 1889 года», по результатам Х ревизии 1887 года, в деревне Башбек, уже Владиславской волости, числилось 13 дворов и 77 жителей.
После земской реформы 1890-х годов деревню передали в состав Петровской волости. По «…Памятной книжке Таврической губернии на 1892 год» в безземельной деревне Башбек, не входившей ни в одно сельское общество, числилось 16 жителей, домохозяйств не имеющих. На верстовой карте Крыма 1896 года в селении обозначено 28 дворов с татарским населением. По «…Памятной книжке Таврической губернии на 1902 год» в деревне Башбек, входившей в Джапар-Бердынское сельское общество, числилось 22 жителя в 5 домохозяйствах. По Статистическому справочнику Таврической губернии. Ч.II-я. Статистический очерк, выпуск пятый Феодосийский уезд, 1915 год, в экономии Башбек Петровской волости Феодосийского уезда числился 1 двор с татарским населением в количестве 8 человек только «посторонних» жителей.
После установления в Крыму Советской власти, по постановлению Крымревкома, 25 декабря 1920 года был образован Керченский (степной) уезд, а, постановлением ревкома № 206 «Об изменении административных границ» от 8 января 1921 года была упразднена волостная система и село вошло в состав Петровского района Керченского уезда, а в 1922 году уезды получили название округов. 11 октября 1923 года, согласно постановлению ВЦИК, в административное деление Крымской АССР были внесены изменения, в результате которых округа были отменены, Петровский район упразднили, влив в Керченский район. Согласно Списку населённых пунктов Крымской АССР по Всесоюзной переписи 17 декабря 1926 года, на хуторе Башбек, Узун-Аякского сельсовета Керченского района, числилось 2 двора, население составляло 16 человек, из них 12 украинцев и 4 русских. В дальнейшем в доступных источниках не встречается.

### Динамика численности населения
| - 1805 год — 44 чел. - 1864 год — 42 чел. - 1889 год — 77 чел. - 1892 год — 16 чел. | - 1902 год — 22 чел. - 1915 год — 0/8 чел. - 1926 год — 16 чел. |